# George Malcolm Dyson
George Malcolm Dyson, genannt Malcolm,  (* 5. April 1902 in London; † Dezember 1978 in Loughborough) war ein britischer Chemiker.

## Leben
Dyson studierte in Oxford Chemie und wurde als Externer an der Universität London promoviert. Er befasste sich mit Thiazolen und untersuchte deren Verwendung als Chemotherapeutika am Labor für Angewandte Pathologie in Manchester. Ab 1928 war er am Loughborough College als Leiter der Abteilung Industrielle Chemie. Ab 1938 leitete er die Forschung bei Genatosan, der Sparte Feinchemikalien der Firma Fison.
Dyson entwickelte in den 1940er Jahren ein Nomenklatursystem chemischer Verbindungen. 1949 wurde er Mitglied der IUPAC-Kommission für  Nomenklatur und 1959 bis 1963 war er Forschungsleiter von Chemical Abstracts Service in Columbus (Ohio), wo unter seiner Leitung die CAS-Nummern eingeführt wurden (1965). Dabei wurde die lineare Notierung von Dyson übernommen (und nicht die damals verbreitete Wiswesser Line Notation) und modifiziert mit einem Algorithmus des Mathematikers Harry L. Morgan (basierend auf Arbeiten von D. J. Gluck bei Du Pont), der zweidimensionale Strukturdiagramme in Tabellenform wandelte.
Ebenfalls unter seiner Leitung wurde die Arbeit bei CAS auf Computer (IBM 1401) umgestellt und es fand die Einführung des bibliographischen Hilfsmittels Chemical Titles (1961) statt.